# 134 aC
El 134 aC  va ser un any del calendari romà prejulià. Durant la República i l'Imperi Romà es coneixia com l'Any del Consolat de Flac i Emilià o també any 620 Ab urbe condita o de la fundació de la ciutat). L'ús del nom «134 aC» per referir-se a aquest any es remunta a l'alta edat mitjana, quan el sistema Anno Domini va ser el mètode de numeració dels anys més comú a Europa.

## Esdeveniments

### Judea
- Joan Hircà, que era Summe Sacerdot i príncep o etnarca de Judea després de l'assassinat del seu pare Simó Macabeu, és assetjat a Jerusalem pel rei selèucida Antíoc VII Sidetes.[2]

### República Romana
- Aquest any són elegits cònsols Publi Corneli Escipió Africà Emilià i Gai Fulvi Flac.[3]

### Sicília
- Corneli Lèntul, pretor a Sicília, s'enfronta als esclaus en la guerra servil i és vençut de forma humiliant.[4]
- Fulvi Flac és enviat a Sicília contra els esclaus revoltats a la dirigits per Èunous, però no obté cap victòria destacada.[3]

### Hispània
- Escipió Emilià és enviat a Hispània Citerior per posar final a la guerra de Numància. Recluta 20.000 homes i 40.000 soldats aliats, entre ells la cavalleria númida de Jugurta. Construeix una anella de set fortaleses al voltant de Numància, abans de començar el setge. Després de patir la pesta i la fam, la majoria dels numantins supervivents es suïciden abans de rendir-se a Roma l'any següent, el 133 aC.[5]
- Quint Fabi Buteó és qüestor aquest any i el seu oncle (segons Apià) Escipió Emilià, li dona el comandament de quatre mil voluntaris allistats a Roma per lluitar contra els celtibers a la guerra de Numància.[6]